# Farren Blackburn
Farren Blackburn ist ein britischer Film- und Fernsehregisseur und Drehbuchautor, der durch Kinofilme wie Hammer of the Gods oder Shut In international bekannt wurde.

## Leben und Karriere
Farren Blackburn ist seit Beginn des Jahrtausends im Filmgeschäft in verschiedenen Funktionen tätig. Er arbeitete zuerst als Drehbuchautor und Regisseur an einer Reihe von Kurzfilmen, bevor er im Jahr 2004 als Regisseur für die Dokumentarfilmserie Panorama tätig wurde. Danach arbeitete er als Regisseur für viele weitere Fernsehserien in Großbritannien und den USA, darunter: Footballers Wive$ - Nachspielzeit, Doctors, Casualty, Holby City, Silent Witness, Vera – Ein ganz spezieller Fall, The Fades, Doctor Who, Luther, Die Musketiere, Marvel’s Daredevil, The Interceptor, Marvel’s Iron Fist, The Innocents oder A Discovery of Witches. Zusammen mit seinen Kollegen Susan Hogg, Caroline Skinner und Jack Thorne wurde er 2012 in der Kategorie Best Drama Series für die Fernsehserie The Fades mit einem BAFTA Award ausgezeichnet.
Mit diesen wertvollen Erfahrungen inszenierte Blackburn im Jahre 2013 dann als Regisseur mit dem Abenteuer- und Historienfilm Hammer of the Gods mit Charlie Bewley und Alexandra Dowling in den Hauptrollen seinen ersten eigenen Kinofilm. 2016 folgte der französisch-kanadische Thriller Shut In in der Besetzung Naomi Watts, Oliver Platt und Charlie Heaton.
Farren Blackburn ist mit der Schauspielerin Verona Joseph verheiratet, sie haben gemeinsam zwei Töchter und einen Sohn.

## Filmografie

### Als Regisseur
Film
- 2013: Hammer of the Gods
- 2016: Shut In

Fernsehen
- 2004: Panorama (Fernsehdokumentarserie, 2 Episoden)
- 2005–2006: Footballers Wive$ - Nachspielzeit (Fernsehserie, 6 Episoden)
- 2005–2007 Doctors (Fernsehserie, 13 Episoden)
- 2007: Waterloo Road (Fernsehserie, Episoden 2x05–2x06)
- 2007: Casualty (Fernsehserie, Episode 22x05)
- 2007–2009: Holby City (Fernsehserie, 8 Episoden)
- 2008: Rock Rivals (Fernsehserie, Episoden 1x03–1x04)
- 2010: Silent Witness (Fernsehserie, Episoden 13x07–13x08)
- 2010: Survivors (Fernsehserie, Episoden 2x05–2x06)
- 2010: Vera – Ein ganz spezieller Fall (Vera, Fernsehserie, Episode 1x03)
- 2011: The Fades (Fernsehserie, Episoden 1x01–1x03)
- 2011, 2013: Doctor Who (Fernsehserie, 2 Episoden)
- 2013: Luther (Fernsehserie, Episoden 3x03–3x04)
- 2014: Die Musketiere (Fernsehserie, 2 Episoden)
- 2015: Marvel’s Daredevil (Fernsehserie, 2 Episoden)
- 2015: The Interceptor (Fernsehserie, Episoden 1x01–1x02)
- 2017: Marvel’s Iron Fist (Fernsehserie, Episode 1x07)
- 2017: Marvel’s The Defenders (Miniserie, Episode 1x08)
- 2018: The Innocents (Fernsehserie, 6 Episoden)
- 2021: A Discovery of Witches (Fernsehserie, 5 Episoden)
- 2023: The Winter King (Fernsehserie, 4 Folgen)

### Als Drehbuchautor
- 2000 Looters (Kurzfilm)
- 2000 The Game (Kurzfilm)
- 2000 Going for Broke (Kurzfilm)
- 2009 Bottle (Kurzfilm)

## Auszeichnungen
- 2012: BAFTA Award in der Kategorie Best Drama Series für die Fernsehserie The Fades zusammen mit Susan Hogg, Caroline Skinner und Jack Thorne